# Traditionelle Völker und Gemeinschaften Brasiliens

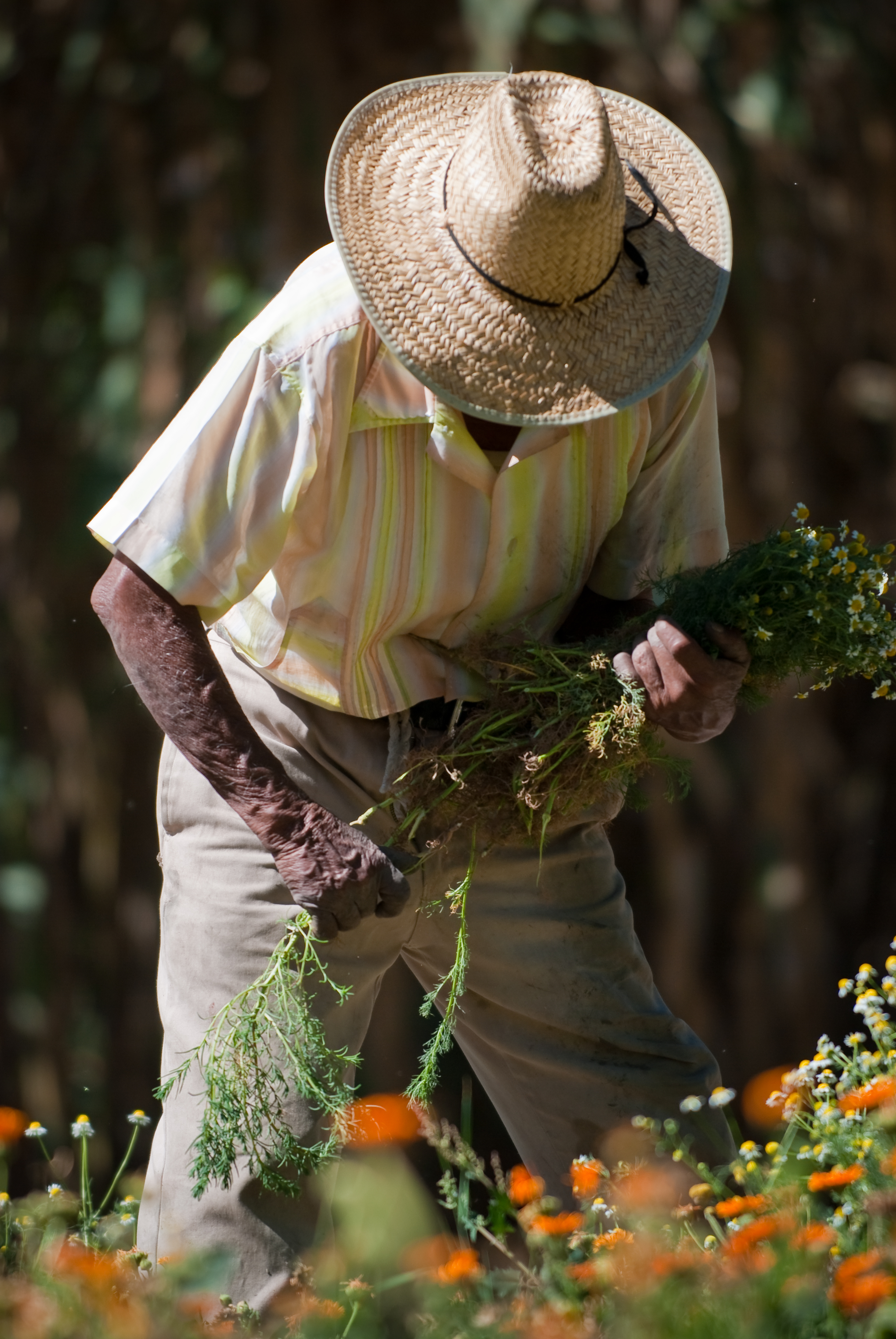
Nicht nur die Indigenen haben wertvolles traditionelles Wissen über Pflanzen u. a., sondern auch die afroamerikanischen Quilombolas

Brasilien hat im internationalen Vergleich eine sehr entwickelte Debatte über sogenannte traditionelle Völker und Gemeinschaften (Povos e Comunidades Tradicionais). Mit dieser originär brasilianischen Bezeichnung werden alle lokalen Gemeinschaften zusammengefasst, die eine an Traditionen und Subsistenzwirtschaft orientierte Lebensweise führen. Entscheidend dabei ist, dass die Zuordnung unabhängig von der ethnischen Zugehörigkeit ist, und so zählen hierzu nicht nur indigene Gruppen, sondern auch nicht-indigene Gruppen wie die Quilombolas, die von schwarzen Sklaven abstammen, oder die Kautschukzapfer, die europäische und indianische Vorfahren haben.

## Geschichte und juristische Anerkennung
Während die Landrechte der Indigenen seit der Gründung Brasiliens eine Rolle in der Politik spielen, begann die Debatte über die Rechte für nicht-indigene, lokale Gemeinschaften erst in den 1980er Jahren. Es begann mit den Kautschukzapfern im Bundesstaat Acre: Sie forderten gesicherte Territorien und das Recht auf eine nachhaltige regionale Wirtschaftsweise und entwickelten dazu die Idee der Sammelgebiete. Diese Bestrebungen führten bis 2007 zur Ausweisung von 65 solcher Nutzreservate (Reservas Extrativistas, RESEX) in Amazonien mit einer Gesamtfläche von 117.720 km². Davon ermutigt stellten bald auch andere traditionelle Gemeinschaften, wie beispielsweise die Amazonas-Flussanwohner und die Babaçu-Sammlerinnen, ähnliche Forderungen, die ebenfalls erfolgreich waren. 2004 wurde mit der „Nationalen Kommission für traditionelle Völker und Gemeinschaften“ erstmals eine Vertretung eingerichtet, die nicht nur indigenen Völkern nutzen sollte. 2007 wurde schließlich das rechtlich bindende „Dekret für Traditionelle Völker und Gemeinschaften“ vom damaligen Präsidenten der Republik Luiz Inácio Lula da Silva unterzeichnet. Darin wird neben der Festschreibung der traditionellen Rechte explizit auf eine nachhaltige Entwicklung und Ökonomie hingewiesen, ohne die die langfristige Existenz dieser Gruppen kaum vorstellbar ist. Im Gegensatz zu den von der Verfassung garantierten Landrechten der Indigenen und Quilombolas enthält das Dekret allerdings keine Verpflichtung zur Ausweisung konkreter Gebiete. Zweifellos hat sich die Rechtsposition der lokalen Gemeinschaften seit den 1980er Jahren deutlich verbessert. Da die Entwicklungspolitik Brasiliens derzeit jedoch nach wie vor auf die Ausbeutung der Naturressourcen setzt und die Zerstörung der Ökosysteme und der destruktive Kulturwandel weiterhin dramatisch fortschreitet, ist gerade die Sicherung der Territorien der entscheidende Punkt für den langfristigen Fortbestand der lokalen Kulturen.

## Aktuelle Debatten
Traditionelle Völker und Gemeinschaften sind Kulturen, die sich im Laufe ihrer Geschichte erkennbar häufiger für die Bewahrung der bestehenden Strukturen positioniert haben. Da dies immer ein aktiver Prozess ist, sind sie weder primitiver noch weniger dynamisch als die „modernen Kulturen“. Zudem muss man beachten, dass die Zuordnung relativ ist, da die Unterscheidung von „traditionell“ und „modern“ eine subjektive Wertung ist, die vom Zeitgeist abhängt und die einseitig aus der Sicht der Modernen erfolgt.
Die Wissenschaft betrachtet sie heute als die Gruppen, die bisher am wenigsten zur ökologischen und klimatischen Gefährdung des Planeten beigetragen haben. Sie haben eine große Zahl von traditionell nachhaltigen Lebens- und Wirtschaftsweisen entwickelt, die an die jeweiligen Ökosysteme angepasst sind. Gleichzeitig sind es gerade diese Gruppen, die unter ökonomischen Erschließungsprojekten sowie ökologischen und klimatischen Veränderungen besonders zu leiden haben. Die traditionellen Völker und Gemeinschaften können somit als sogenannte „Subjekte der Nachhaltigkeit“ einen Ausweg aus dieser Einseitig auf Ausbeutung basierenden Ökonomie weisen. Die vielfältigen und massiven Konflikte lassen befürchten, dass viele lokale Gemeinschaften trotz politischer Verbesserungen ihre Territorien verlieren werden und damit ihre spezifischen kulturellen Ausdrucksformen.

## Liste traditioneller Völker und Gemeinschaften in Brasilien
| Volk/Gemeinschaft                 | Lebensraum (heute)                                      | Aktivität                             |
| --------------------------------- | ------------------------------------------------------- | ------------------------------------- |
| Andirobeiras                      |                                                         | Nutzung des Andirobeira-Baumes        |
| Apanhadores de Flores Sempre Viva | Diamantina, Minas Gerais                                | Blumen pflücken                       |
| Caatingueiros                     | Caatinga                                                | Viehwirtschaft                        |
| Caiçaras                          | Rio de Janeiro, São Paulo und Paraná                    | Fischer                               |
| Caipira                           | Paraná                                                  |                                       |
| Castanheiras                      | Amazonas-Region                                         |                                       |
| Catadores de Mangaba              | Sergipe                                                 |                                       |
| Ciganos                           |                                                         |                                       |
| Cipozeiros                        | Santa Catarina, Paraná und São Paulo                    | Sammeln die Imbé-Pflanze              |
| Extrativistas                     | Marajó, Pará                                            | Açaí, Fischfang, Shrimps              |
| Faxinalenses                      | Paraná                                                  | Viehzucht                             |
| Fundo de Pasto                    | Bahia, Pernambuco und Piauí                             | Ziegen- und Schafszucht               |
| Geraizeiros                       | Minas Gerais                                            | Land-, Vieh- und Sammelwirtschaft     |
| Ilhéus                            | Paraná                                                  | Fischer                               |
| Isqueiros                         | Pantanal, Mato Grosso                                   | Sammeln von Angelködern               |
| Morroquianos                      | Cáceres, Mato Grosso                                    | Kleinbauern                           |
| Pantaneiros                       | Pantanal, Mato Grosso                                   | Rinderzucht                           |
| Pescadores Artesanais             |                                                         | Fischer                               |
| Piaçaveiros                       | Amazonas-Region                                         | Verarbeitung der Piassava-Faser       |
| Povos de Terreiro                 | überall                                                 |                                       |
| Quebradeiras de Coco Babaçu       | Maranhão, Pará, Piauí und Tocantins                     | Sammeln der Babaçu-Frucht             |
| Quilombolas                       | überall                                                 |                                       |
| Retireiros                        | Nordosten von Mato Grosso                               | Vieh- und Landwirtschaft              |
| Ribeirinhos                       | Amazonas-Region                                         | Fischfang, Sammel- und Landwirtschaft |
| Seringueiros (Kautschukzapfer)    | Amazonas-Region                                         | Zapfen von Kautschuk                  |
| Vazanteiros                       | Minas Gerais                                            | Landwirtschaft                        |
| Veredeiros                        | Norden von Minas Gerais, Bahia und dem mittleren Westen |                                       |

Zusätzlich zu den oben aufgeführten Gruppen wird auch die indigene Bevölkerung Brasiliens unter diese Kategorie gefasst.